# Grant (Michigan)
Pour les articles homonymes, voir Grant.
Grant est une ville du comté de Newaygo, dans l'État du Michigan, aux États-Unis. En 2020, sa population était de 952 habitants.